# Discours
Nach dem französischen Literaturwissenschaftler Gérard Genette bezeichnet discours die Art und Weise der Darstellung eines Stoffes, einer Geschichte, der histoire.
Er unterteilt die Mittel des discours in die drei Untergruppen Erzählzeit, Erzählaspekte (Fokus) und den Erzählmodi Distanz und Unmittelbarkeit (point-of-view).
Analog werden auch die Gegensatzpaare story – plot und fabula – sujet verwendet.